# Paddy Chayefsky
Paddy Chayefsky (29 de janeiro de 1923 – 1 de agosto de 1981) foi um roteirista e dramaturgo estadunidense. Ele ganhou três Oscars ao longo de sua carreira, o primeiro por Marty (1955), seu segundo Oscar veio em 1971 por Hospital (1971) e seu último em 1976 pelo roteiro de Network – Rede de Intrigas.

## Filmografia
- The True Glory  (1945)
- As Young as You Feel (1951)
- Marty (1955)
- The Catered Affair (1956)
- The Bachelor Party (1957)
- The Goddess (1958)
- Middle of the Night (1959)
- The Americanization of Emily (1964)
- Paint Your Wagon (1969)
- The Hospital (1971)
- Network (1976)
- Altered States (1980) (como "Sidney Aaron")

## Televisão (seleção)
- 1950–1955 Danger
- 1951–1952 Manhunt
- 1951–1960 Goodyear Playhouse
- 1952–1954 Philco Television Playhouse
- 1952 Holiday Song
- 1952 The Reluctant Citizen
- 1953 Printer's Measure
- 1953 Marty
- 1953 The Big Deal
- 1953 The Bachelor Party
- 1953 The Sixth Year
- 1953 Catch My Boy On Sunday
- 1954 The Mother
- 1954 Middle of the Night
- 1955 The Catered Affair
- 1956 The Great American Hoax